# MiG Alley

Der Luftraum, der als „MiG Alley“ berühmt wurde

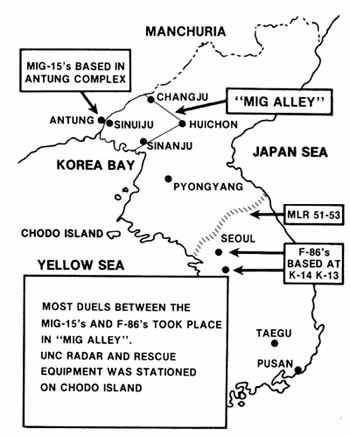
Karte der Militärflugplätze und „MiG Alley“

Die MiG Alley (dt. MiG-Gasse) war im Koreakrieg (1950–1953) ein vom US-amerikanischen Militär bezeichnetes ca. 150 km langes Gebiet entlang des Grenzflusses Yalu, der Nordkorea und China trennt. Die MiG Alley war der Hauptschauplatz der Luftkämpfe in Nordkorea, die vor allem mit nordkoreanischen MiG-15 und amerikanischen North American F-86 ausgetragen wurden.
Die MiG Alley erhielt ihren Namen aufgrund der MiG-Jagdflugzeuge, die zu Beginn des Krieges die nordkoreanische Luftüberlegenheit in diesem Gebiet aufrechterhielten. Ein Großteil der nordkoreanischen Flugplätze lag im Westen dieses Gebietes zu beiden Seiten der Grenze. So konnte die MiG Alley schnell und regelmäßig von den nordkoreanischen Piloten erreicht und überwacht werden. Die US-amerikanischen Piloten hatten dagegen von ihren Stützpunkten in Kimpo, Suwon und Daegu aus oft lange Anflugstrecken (bis zu 500 km). Dazu kam die technische Überlegenheit der MiG-15, die erst durch die Einführung der F-86 ausgeglichen werden konnte.
Da es den US-amerikanischen Piloten verboten war, die chinesische Grenze zu überfliegen, damit China nicht provoziert würde und offiziell in den Krieg einträte, patrouillierten sie entlang der MiG Alley, um eindringende MiGs abzufangen. Besonders wenn Bomber geschützt werden sollten, wurden Patrouillen in einem Abstand von nur fünf Minuten geflogen, die das Hinterland für einige Stunden gegen feindliche Luftangriffe absperren sollten.
Durch die Wendung des Krieges im Januar 1951 drängten chinesische und nordkoreanische Soldaten nach Süden und nahmen unter anderem den Flughafen Kimpo in der Nähe Seouls ein. Daraufhin wurden die US-amerikanischen Jagdflugzeuge nach Japan verlegt. Durch die vergrößerte Anflugstrecke mussten die Patrouillen in der MiG Alley kurzzeitig bis zur Rückeroberung Seouls im März desselben Jahres aufgegeben werden.